# Rogelio García Lupo
Rogelio García Lupo (Buenos Aires, 16 de noviembre de 1931-ibidem, 19 de agosto de  2016) fue un periodista de investigación e historiador argentino.
Se desempeñó como periodista en medios de Argentina y América Latina. Fue cofundador de la agencia de noticias cubana Prensa Latina; del Semanario de la CGT y autor de numerosos artículos y libros. Tuvo la primicia del desembarco militar en Malvinas (1982).

## Trayectoria
Comenzó a trabajar como periodista en 1952. Con la llegada de la dictadura autoproclamada Revolución Libertadora y el cierre de publicaciones, se sumó al vespertino Noticias Gráficas y, dos años más tarde, a la revista Qué, donde escribían Arturo Jauretche y Raúl Scalabrini Ortiz. Incursionó en radio (Belgrano y Argentina) y en el rubro publicitario como redactor de la agencia Publi-art, a cargo la campaña permanente de las máquinas de escribir Olivetti.
En 1958, al participar junto a Rodolfo Walsh de la investigación del asesinato de Marcos Satanowsky (abogado del director de La Razón), abrazó para siempre el periodismo de investigación. Con Walsh integró la comisión del Congreso de la Nación investigadora del Caso Satanowsky.
Un año más tarde, junto al autor de Operación Masacre, acudieron al llamado de Jorge Masetti para fundar la agencia Prensa Latina de la Cuba ya revolucionaria. Trasladado a la isla luego de la Revolución cubana de 1959 fue cofundador de esa Agencia, junto también a Gabriel García Márquez.
Entre 1959-1973 fue corresponsal en Buenos Aires del semanario uruguayo Marcha, y editor y asesor de la editorial Jorge Álvarez. 
Ente 1968 y 1969 fue uno de los trípodes básicos, junto a Walsh y Horacio Verbitsky para armar el Semanario CGT de los Argentinos. En 1970 publicó varios artículos en la revista Primera Plana con el seudónimo "Benjamín Venegas", pues sus artículos se hallaban censurados por la dictadura de la Revolución Argentina.
Durante el gobierno democrático de Héctor Cámpora, en 1973, fue director ejecutivo de la Editorial Universitaria de Buenos Aires (Eudeba).
Ha sido corresponsal de diarios como El Nacional de Caracas y Tiempo de Madrid y ha colaborado con el diario Clarín de Buenos Aires.
Desde la aparición de El Periodista de Buenos Aires en 1984, hasta su cierre en 1989, García Lupo fue un columnista destacado dentro de esa publicación de Ediciones de la Urraca, de Andrés Cascioli.

"En la década del 90, incursionó por primera y única vez en la TV desde el programa Hora de Cierre, con Sergio Villarroel (1994-1995). En esos años ingresó a Clarín, donde se jubilaría del periodismo en diciembre de 2007 y donde hasta último día escribía en una máquina de escribir porque si hay algo que también caracteriza a García Lupo es su aversión a la tecnología".
Juan José Salinas

En 2012, luego de conocer el trabajo del Departamento de Archivos de la Biblioteca Nacional Mariano Moreno, resolvió donar su archivo personal para que estuviera accesible a la consulta pública. El material recopilado dio cuenta de la rigurosidad de sus investigaciones y acompañó su trayectoria incluyendo su participación en experiencias político-periodísticas clave de la segunda mitad del siglo XX. El momento de la donación quedó registrado en el documental "A vuelo de Pajarito", dirigido por su hijo Santiago García Isler: 

"Afuera ha quedado la referencia al dato falso que circula en Internet y que afirma que fue candidato de la Unión Popular en 1946: “Algo imposible, porque ahí tenía 15 años –apunta García Isler–. Y es algo que a él lo obsesiona: ‘Ahora no hay manera de arreglarlo, porque se ha propagado al infinito’, dice".

## Libros
- La rebelión de los generales (1962)
- Historia de unas malas relaciones (1964)
- ¿A qué viene De Gaulle? (1964)
- Contra la ocupación extranjera (1968)
- Mercenarios y Monopolios en la Argentina -de Onganía a Lanusse- (1971)
- La Argentina en la selva mundial (1973)
- Diplomacia secreta y rendición incondicional (1982)
- Paraguay de Stroessner (1989)
- El arsenal sudamericano de Saddam Hussein (1991)
- Últimas Noticias de Perón y su tiempo (2006), Vergara, Grupo Zeta
- Últimas noticias de Fidel Castro y el Che (2007), Ediciones B.